# 金祖阿水坝
金祖阿水坝（英語：Kinzua Dam）位于美国宾夕法尼亚州沃倫縣阿勒格尼河，是美国密西西比河以东最大的水坝之一。水坝位于沃伦以东6英里（10）处，挨着宾夕法尼亚州59号州道，处在面积500,000英畝（200,000公頃）的阿勒格尼国家森林内。